# David Paich
David Paich, född 25 juni 1954 i Los Angeles, Kalifornien, är en amerikansk musiker som kanske framförallt är känd som låtskrivare och keyboardist i rockgruppen Toto.